# Landesregierung Rehrl I
Die Landesregierung Rehrl I bildete die  Salzburger Landesregierung unter Landeshauptmann Franz Rehrl in der 2. Gesetzgebungsperiode der Ersten Republik von der Konstituierung des Landtags am 4. Mai 1922 bis zum 3. Mai 1927. Die Konstituierung der nachfolgenden Landesregierung der 3. Wahlperiode erfolgte am 4. Mai 1927.
Bei der Landtagswahl 1922 hatte die Christlichnationale Wahlgemeinschaft die absolute Stimmen- und Mandatsmehrheit erzielt, wobei die Anzahl der Landtagsmandate im Vorfeld von 40 auf 28 gesenkt worden war. Nach der Angelobung der Landtagsabgeordneten am 4. Mai 1922 wählte der Landtag noch am selben Tag die Mitglieder der Landesregierung Rehrl I.

## Regierungsmitglieder
Landeshauptmann
- Franz Rehrl

Stellvertreter
- Michael Neureiter
- Robert Preußler

Landesräte
- Karl Emminger
- Rudolf Brauneis
- Otto Troyer